# Ivo Oliveira
Ivo Emanuel Alves Oliveira (ur. 5 września 1996 w Vila Nova de Gaia) – portugalski kolarz torowy i szosowy, wielokrotny medalista torowych mistrzostw świata i Europy.

## Kariera
Pierwszy sukces w karierze osiągnął w 2013 roku, kiedy zdobył brązowy medal w wyścigu punktowym podczas torowych mistrzostw świata juniorów. Na rozgrywanych rok później mistrzostwach świata juniorów w Gwangmyeong wywalczył złoty medal w indywidualnym wyścigu na dochodzenie oraz brązowy w madisonie. Pierwszy medal wśród seniorów zdobył w 2017 roku, zajmując drugie miejsce w wyścigu na dochodzenie podczas mistrzostw Europy w Berlinie. W tej samej konkurencji był też drugi na mistrzostwach świata w Apeldoorn w 2018 roku.

## Rankingi

### Kolarstwo szosowe
| Rok             | 2016  | 2017  | 2018  | 2019 | 2020 | 2021 | 2022  | 2023 | 2024 |
| --------------- | ----- | ----- | ----- | ---- | ---- | ---- | ----- | ---- | ---- |
| World Ranking   | 2314. | 1966. | 1247. | -    | 665. | -    | 1136. | 333. | 498. |
| UCI Europe Tour | -     | 1252. | 811.  | -    | 538. | -    | 804.  | -    | -    |
| UCI Asia Tour   | 499.  | -     | -     |      |      |      |       |      |      |
|                 |       |       |       |      |      |      |       |      |      |
| Źródło: UCI     |       |       |       |      |      |      |       |      |      |